# Kookne yeutensis
Kookne yeutensis  — вид викопних птахів, що мешкав у пізньому крейдяному періоді, близько 70 мільйонів років тому. Викопні рештки птаха знайдено у відкладеннях формації Чоррільо у провінції Санта-Крус на півдні Аргентини.

## Назва
Родова назва дана на честь міфологічного лебедя Кукне з міфології індіанців теуелче, супутника героя Елала. Видова назва yeutensis походить від слова «yeut», що мовою теуелче означає «гора».